# 鬆獅犬
鬆獅犬（英語：Chow Chow），又稱獅子犬或獢獢，是最古老的犬種之一，來自中國華北地區。因头部酷似雄狮而得其名，作為一種獨立品種，是很受人喜愛的寵物。

## 外表
鬆獅犬是一種結實的犬種，寬頭顱、小圓耳朵，背毛濃密，极厚的颈部毛发形成了类似鬃毛:4–5的特色外观。
背毛有數種顏色，包括紅棕色、黑色、藍色、肉桂色、奶油色和白色，但其中一些没有受到广泛認可。雜色被認為不合育種標準。
鬆獅犬具有独特的暗藍色舌頭。非常直的後腿造成了踩高蹺式的步法。

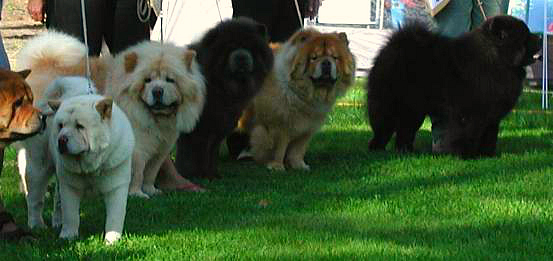
不同顏色的鬆獅犬

## 性情
雖然現在通常是當作寵物犬，但鬆獅犬在個性上有著固執和過於獨立的評價，所以有時難以訓練。牠具同獅子的高貴及外貌、熊貓的詼諧、泰迪熊的吸引力、貓的優雅和獨立以及狗的忠心和熱愛。

## 健康
就如許多嚴重校正的犬種，鬆獅犬可能因髖關節發育異常而不良於行，亦可能有眼瞼內翻的問題。

## 歷史
鬆獅犬是一個非常獨特的犬種，經DNA分析確定這是最古老的可辨認犬種之一，一個漢代（西元前150年）的浮雕中就出現了一隻類似鬆獅犬的獵犬。

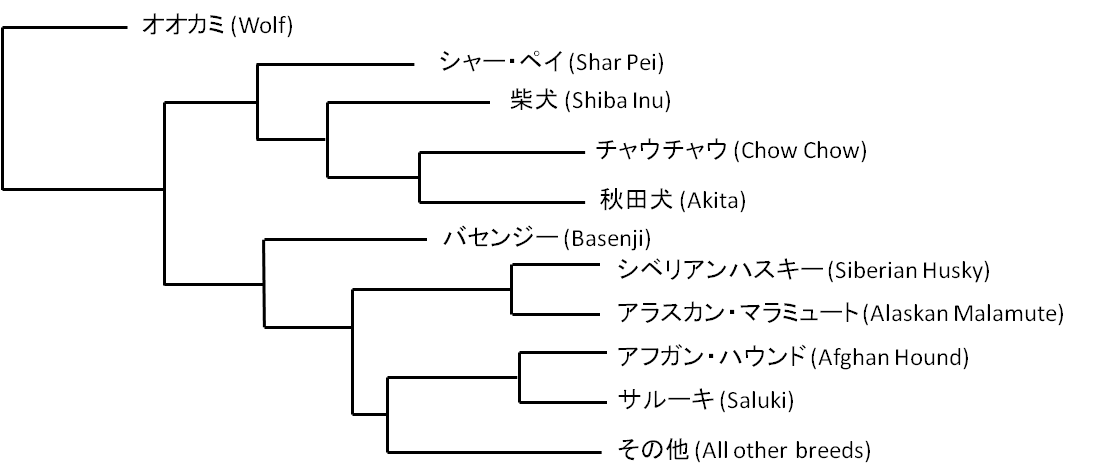
DNA分析確定Chow Chow是最古老的犬種之一

## 分佈
最早發源各說不一，例如西伯利亞，蒙古及中國華北地區。根據記載，鬆獅犬在18世紀才被帶到歐洲，據說英文名稱「Chow Chow」是取自從中國運往英國的貨櫃名稱，也有一說是因為中國古名「獢」。

## 图集

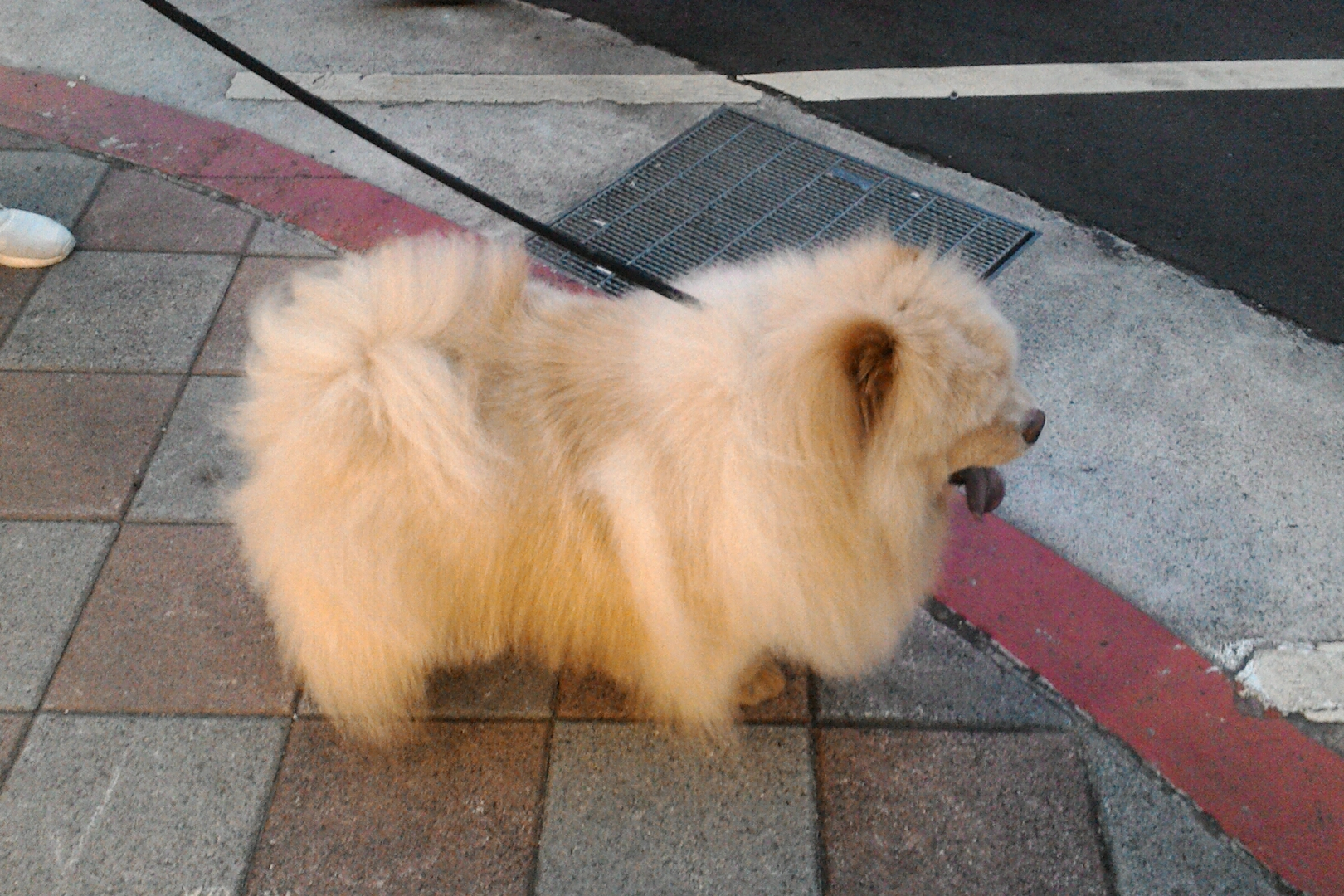
鬆獅幼犬
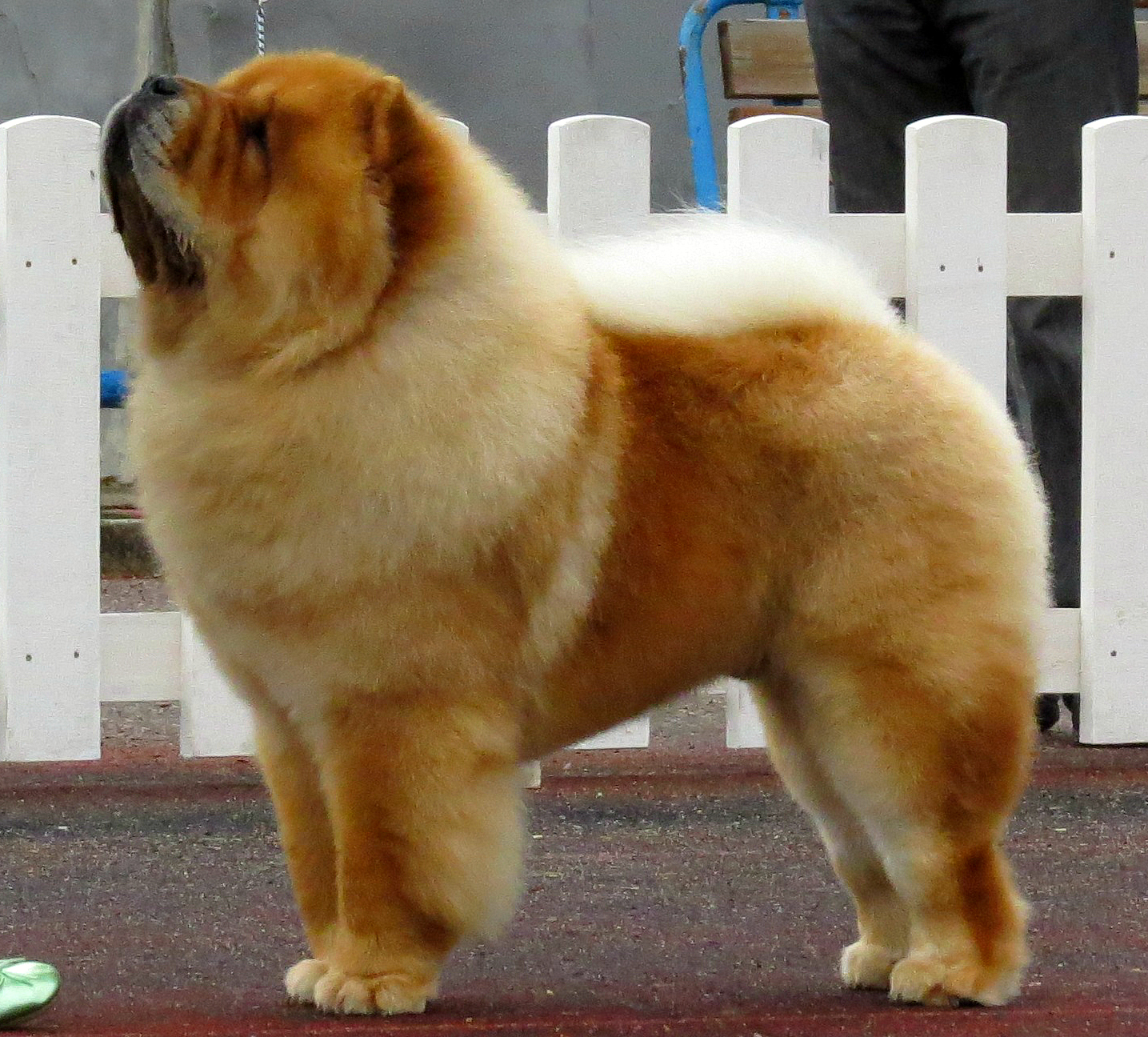
成年鬆獅犬
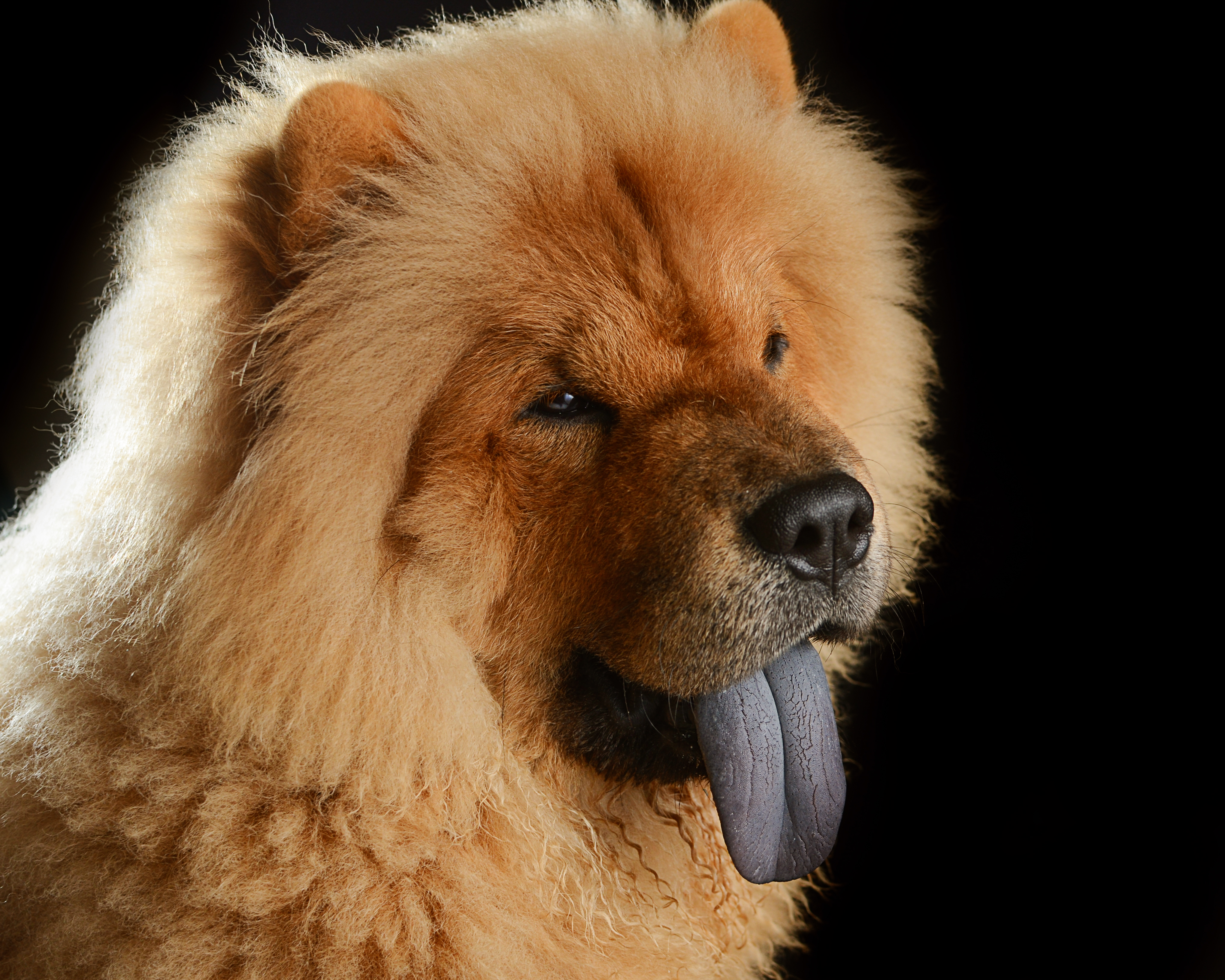
鬆狮犬有獨特的深蓝色舌头

## 外部連結
- 中的“鬆獅犬”